# Styx (maan)
Styx (ook bekend als S/2012 (134340) 1, S/2012 P 1 of P5) is een kleine natuurlijke satelliet van Pluto. Het maantje werd op 26 juni 2012 ontdekt door de ruimtetelescoop Hubble. In totaal zijn er negen afbeeldingen van de maan genomen in de periode van 26 juni tot 9 juli 2012. Op 7 juli 2012 werd Styx als maan bevestigd.
Styx meet ongeveer 7 bij 5 km. Ze staat gemiddeld 42.000 km van Pluto vandaan met een onzekerheid van 2.000 km. Het maantje doet ongeveer 20,2 dagen over een complete baan om het zwaartekrachtsmiddelpunt van het Pluto-systeem. De geringe afmetingen en hoge helderheid geven aan dat deze maan een sterk reflecterend oppervlak heeft, waarop zich ijs bevindt. Dit is eveneens het geval bij Nix en Hydra.